# Heradion momoinum
Heradion momoinum là một loài nhện trong họ Zodariidae.
Loài này thuộc chi Heradion. Heradion momoinum được Hirotsugu Ono miêu tả năm 2004.